# Walter Amos
Walter Robert "Wally" Amos (1899–1967) là một cầu thủ bóng đá từng thi đấu ở Football League cho Bury. Ông là cầu thủ ghi bàn nhiều thứ 3 cho Bury tại Football League với 122 bàn.